# Mormoops
A Mormoops az emlősök (Mammalia) osztályának a denevérek (Chiroptera) rendjéhez, ezen belül a kis denevérek (Microchiroptera) alrendjéhez és a szelindekdenevérek (Molossidae) családjához tartozó nem.

## Rendszerezés
A nem három fajt tartalmaz:
- Mormoops blainvillii
- †Mormoops magna
- Mormoops megalophylla